# Vapenvägrarförbundet
Vapenvägrarförbundet (finska: Aseistakieltäytyjäliitto, AKL) är en finländsk intresseorganisation för totalvägrare.
Vapenvägrarförbundet, som har sitt säte i Helsingfors, grundades 1974 som Finlands civiltjänstepliktigas förbund och det nuvarande namnet antogs 1987. Förbundet utger sedan 1991 tidskriften Sivari & totaali.